# Odontodes
Odontodes is een geslacht van vlinders van de familie Uilen (Noctuidae).

## Soorten
- O. aleuca Guenée, 1852
- O. eugramma Prout, 1928
- O. griseifusa Wileman & West, 1928
- O. metamelaena Hampson, 1905
- O. pallidifimbria Warren, 1916
- O. uniformis Berio, 1956